# NGC 5020
NGC 5020 في الفهرس العام الجديد، هي مجرة، تقع في كوكبة العذراء. اكتشفت في 12 أبريل 1784 بواسطة ويليام هيرشل.

## روابط خارجية
- NGC 5020 على موقع ويكي سكاي: DSS2, SDSS, GALEX, IRAS, Hydrogen α, X-Ray, Astrophoto, Sky Map, Articles and images